# یلی‌ماهی دم‌زرد
یلی‌ماهی دم‌زرد (نام علمی: Amniataba caudavittata) نام یک گونه از تیره یلی‌ماهیان است.